# Jan Zygmunt Deybel

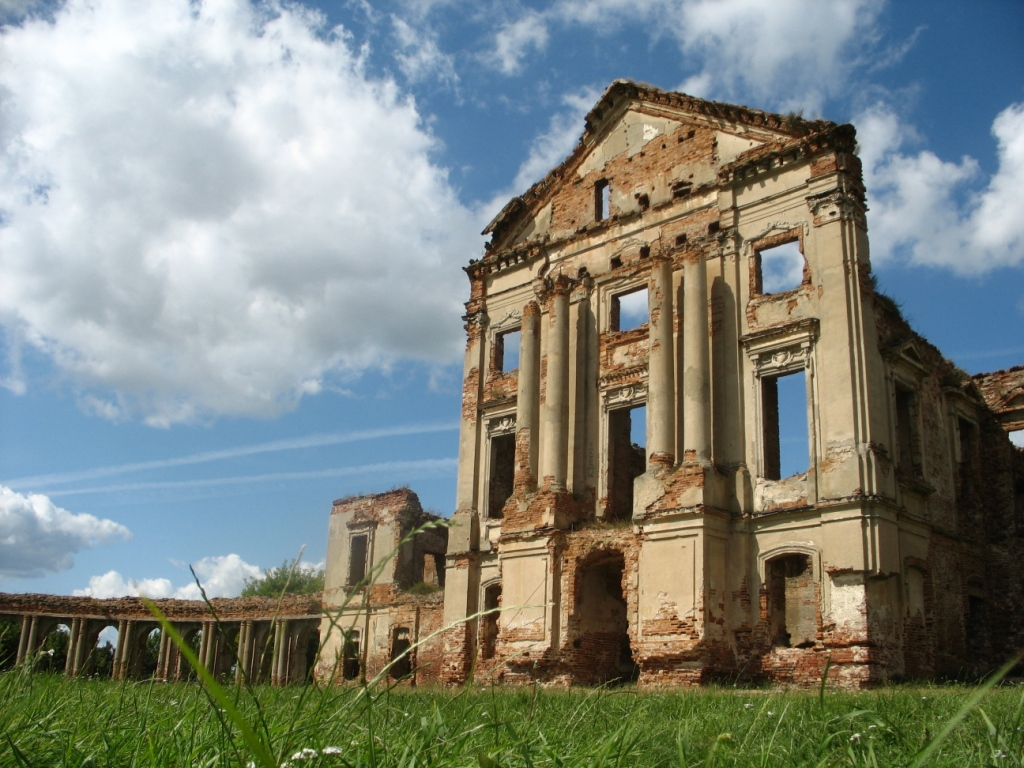
Ruiny pałacu Sapiehów w Różanie

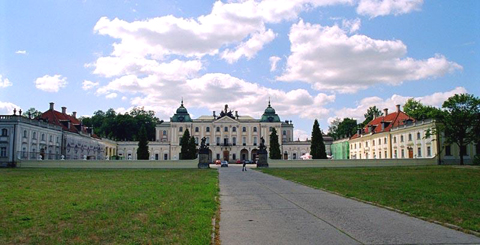
Pałac Branickich w Białymstoku

Jan Zygmunt Deybel von Hammerau niem. Johann Sigmund Deybel (ur. około 1685–1690 w Saksonii, zm. 1752) – saski architekt rokokowy, w Polsce od początku XVIII wieku, major artylerii koronnej.

## Życiorys
W Polsce od 1719 roku, od 1721 pracował w warszawskim urzędzie budowli królewskich, od 1726 architekt króla Augusta II Mocnego. Oficer artylerii konnej, w 1736 awansowany na kapitana, w 1746 na majora.
Posługiwał się formami architektury francuskiej w oparciu o albumy J. Mariette’a L’Architecture française (3 tom, 1727–1737). Był nauczycielem architekta Efraima Szregera i malarza Zygmunta Vogla. 
Ojciec Krystiana Godfryda Deybla de Hammerau (1725–1798), polskiego generała.

## Ważniejsze prace
- przebudowa pałacu w Wilanowie (1729–1734, m.in. budowa Sali Jadalnej w skrzydle południowym)
- przebudowa pałacu Czartoryskich w Puławach (1730–1736)
- projekt i przebudowa pałacu Branickich w Białymstoku (1728–1752)
- projekt pałacyku gościnnego Branickich w Białymstoku (zrealizowany ok. 1771 przez Jana Henryka Klemma)
- budowa pałacu Sapiehów w Warszawie (1731–1746)
- kościół św. Trójcy w Wołczynie[1]
- niezrealizowany projekt pałacu Pijarskiego na rogu ul. Miodowej i Długiej w Warszawie (1733)
- niezrealizowany projekt przebudowy pałacu Kazimierzowskiego na koszary gwardii
- pałac Błękitny w Warszawie (wraz z J. D. Jauchem i K. F. Poeppelmannem)
- przebudowa koszar Gwardii Pieszej Koronnej przy ul. Skazańców w Warszawie (nie istnieją)
- Pałac Uruskich w Warszawie
- pałac Branickich w Warszawie przy ul. Miodowej
- przebudowa i rozbudowa pałacu Radziwiłłów w Warszawie (po śmierci architekta, 1755–1762)[2].